# Throscosana
Throscosana (лат.) — род мельчайших жуков из семейства перокрылки (Ptiliidae). Чили (Palena Prov.).

## Описание
Жуки микроскопического размера. Длина тела около 1 мм (0,7 мм). От близких таксонов отличаются морфологией мезостернального выступа между средними тазиками и следующими признаками: усики 11-члениковые (IX—XI сегменты формируют булаву, I—VIII сегменты каждый с 4 щетинками), плевральная область проторокса с дермальными железами, метастернальный выступ отсутствует, область между средними тазиками занята мезостернальным выступом. Тело вытянутое, овально-цилиндрическое; коричневого цвета.
Относится к трибе Nanosellini, включающей самых мелких жуков мировой фауны (Nanosella fungi и Scydosella musawasensis).